# Камкин, Владимир Николаевич
Камкин Владимир Николаевич (23 ноября 1939, Пятаков, Вологодская область — 15 ноября 2016, Новокузнецк, Кемеровская область) — советский металлург, электролизник Новокузнецкого Алюминиевого завода. Герой Социалистического Труда (1975).

## Биография
Родился 23 ноября 1939 года в селе Пятаков починок Вологодской области.
Работал на Новокузнецком алюминиевом заводе сначала электролизником, затем старшим электролизником, с 1975 года — бригадиром.
Бригада В. Н. Камкина с 1975 года по 1981 год работала без нарушений ТБ, всегда с выполнением плана. В результате доля алюминия А7 возросла с 43 % до 67 % от всего выпуска продукции.

## Награды
- Золотая звезда Героя Социалистического Труда